# San Enrique (Negros Occidental)
San Enrique ist eine Gemeinde im Westen der Provinz Negros Occidental auf der Insel Negros auf den Philippinen. Sie hat 23.907 Einwohner (Zensus 1. August 2015), die in 10 Barangays leben. Sie gehört zur 4. Einkommensklasse der Gemeinden auf den Philippinen und wird als partiell urbanisiert beschrieben.
Sie liegt ca. 49 km südwestlich von Bacolod City. Die Reisezeit beträgt ca. 60 Minuten mit dem Bus oder Jeepney, mit dem Auto ca. 40 Minuten. Ihre Nachbargemeinden sind Valladolid im Norden, La Carlota City im Osten, Pontevedra im Süden und im Westen grenzt die Gemeinde an die Guimaras-Straße.
Im Gemeindegebiet befindet sich die Our Lady of Candles Pfarrkirche, die 1864 erbaut wurde und zwischen 1954 und 1970 rekonstruiert wurde. Im Barangay Tibsoc befindet sich das Wetland 2004 Mid-Winter Bird Count, ein wichtiges Rast- und Überwinterungsgebiet für Zugvögel aus Asien, in dem bis zu 12 Vogelarten beobachtet werden können.

## Barangays
| - Bagonawa - Baliwagan - Batuan - Guintorilan - Nayon | - Poblacion - Sibucao - Tabao Baybay - Tabao Rizal - Tibsoc |